# Срулік

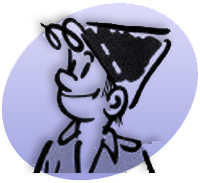
Срулік

Срулік (івр. שרוליק) — карикатурний персонаж, національна персоніфікація Ізраїлю. Саме ім'я «Срулік» є зменшувальним від імені «Ізраїль» мовою їдиш.
Срулики — банкноти 500 і 1000 карбованців, випущені більшовиками під час війни з УНР.

## Історія
Срулік в його звичному вигляді з'явився в 1956 в роботах ізраїльського карикатуриста Каріеля Ґардоша, відомого під псевдонімом «Дош» і який співпрацював у періодичних виданнях «Маарів» та «Ха-Олам ха-зе».
Зовнішність Сруліка сильно відрізняється від прийнятих стереотипних образів єврея, в тому числі розтиражованих нацистською та арабською пропагандою, і покликана нагадувати сабрів — єврейських уродженців Країни Ізраїлю.
Зазвичай, Срулік одягнений у пом'яту сорочку навипуск, шорти або штани військового крою, «біблійні» сандалі та кібуцну панаму («кова тембель»), з-під якої вибивається неслухняний кучерявий чуб. Під час військових конфліктів Срулік часто зображувався у формі.
Сам Ґардош так писав про появу свого персонажа:

Головне переживання мого життя — після важкої травми, нанесеної Катастрофою, — це прибуття на Землю Ізраїлю. Я був зобов'язаний знайти спосіб вираження цього унікального переживання. І я знайшов Сруліка… Образ, який народився у мене внаслідок возз'єднання зі своїм народом. Мені випала честь стати частиною великої історичної події: створення Держави Ізраїль.

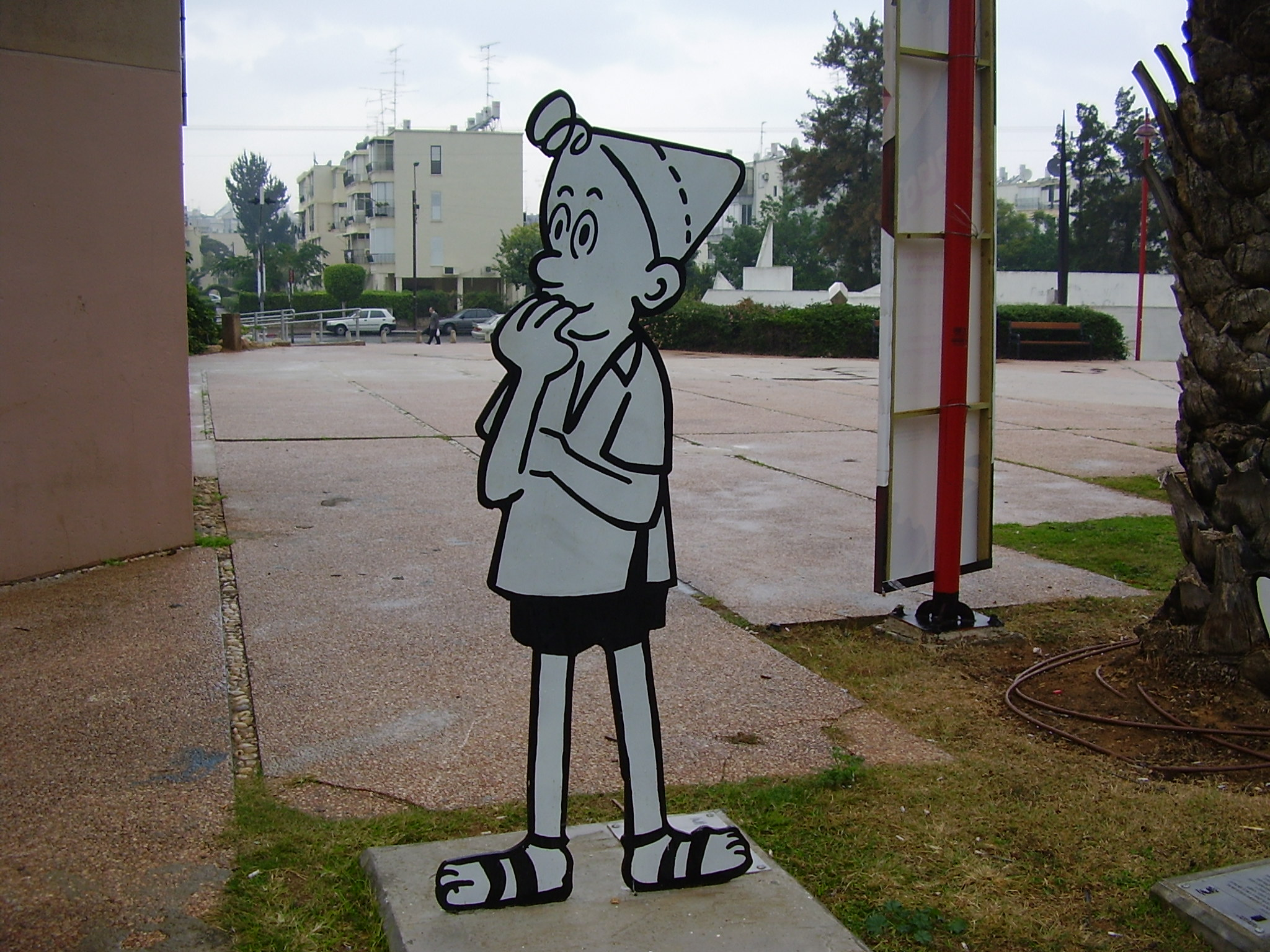
Фігура Сруліка біля входу в Музей карикатури та коміксу в Холоні

Срулік став персонажем тисяч шаржів та карикатур, остання з яких залишилася незакінченою в день смерті його автора в 2000. В 1997 образ Сруліка увічнений на поштовій марці, випущеній до 50-річчя Ізраїлю.

## Ревізія національного символу
Оскільки образ Сабри-кібуцника як персоніфікація Держави Ізраїль з точки зору багатьох ізраїльтян застарів, пошта Ізраїлю оголосила конкурс на найкращий образ нового ізраїльтянина, який був би увічнений на марці, що планувалася до випуску на 60-річчя незалежності. У квітні 2008 марка із зображенням автора Елі Кармелі надійшла в обіг під назвою «Ізраїльтянин».